# Чепоги
«Чепо́ги» — российский мультфильм 2007 года, созданный на студии «Пилот». Режиссёр Леон Эстрин создал его по мотивам корейской народной сказки, пересказанной Н. Гариным.
Мультфильм входит в цикл «Гора самоцветов». В начале мультфильма — пластилиновая заставка «Мы живём в России — Корея».
Премьера состоялась на вечере «Самоцветы ЖЖгут» 20 июня 2007 года.

## Сюжет
Давным-давно жил в Корее один бедняк. Его маленькая хижина стояла на самом краю деревни на берегу озера. Звали его Ким. Летом он ловил рыбу, а зимой собирал в лесу хворост и менял его у соседа-богача на рис. Вот ловит Ким рыбу и мечтает, что обменяет её у соседа-богача на котелок риса и наестся досыта. Уснул Ким, утром смотрит, а рыбы нет, корзина пуста. Снова наловил рыбы, и вновь ночью всё исчезло. Ким решил этого вора поймать и спрятался в корзину между рыбинами. Ночью почувствовал, что корзина поднимается в воздух и куда-то летит. Наконец прилетела в дом на скале и упала на бок, вывалилась рыба на пол и Ким тоже. Смотрит Ким, а рыбки одна за другой по воздуху движутся, только хвостами от пола отталкиваются, и по очереди залетают в пасть огромного тигра, который лежит на ковре. Тигр спросил: «Ты кто?». Ким ответил: «Я — Ким-бедняк, а ты кто?». Тигр ударил по струнам и сказал: «Я — Тигр-волшебник». Ким возмутился: «Это моя рыба, я её ловил-ловил и хотел обменять на много-много риса. А ты всё сожрал! Злой ты волшебник!». Тигр возразил: «Нет, я — волшебник добрый и за твою рыбу дам тебе счастье, будет у тебя много риса, денег и другого. Но только это счастье чужое, пользуйся им, пока хозяин за ним не придёт. Это будет большой человек по имени Чепоги». Очнулся Ким в богатом доме и зажил он припеваючи. Спит сколько хочет, ест сколько влезет. Но стал сниться ему страшный сон, что пришёл большой человек и выбросил его из дома вон. Вздрагивать стал Ким от любого шума. И наконец обнаружил у своих дверей корзину с маленьким ребёнком и запиской: «Позаботьтесь пожалуйста о бедном ребёнке, его зовут Чепоги». Испугался сперва Ким, а потом подумал и усыновил мальчика. И тогда стало его счастье таким большим, что хватило всем: и самому Киму, и его сыну Чепоги, и всем детям его детей, и внукам его внуков.

## Создатели
| Автор сценария, режиссер-постановщик  | Леон Эстрин |
| при участии                           | Олега Ужинова |
| Художник-постановщик                  | Полина Новикова |
| Раскадровка и аниматик                | Олег Ужинов |
| Композитор                            | Лев Землинский |
| Звукорежиссёр                         | Владислав Тарасов |
| Роли озвучивал:                       | Альберт Филозов |
| Аниматоры:                            | Елена Волкова, Елена Голянкова, Александр Гончаров, София Горя, Елена Ильина, Екатерина Лазарева, Андрей Некрасов, Оксана Тен, Елена Пескарёва, Диана Синеокая, Майя Хиггинс, Леон Эстрин |
| Ассистент режиссёра                   | Оксана Фомушкина |
| Съёмка и спец-эффекты:                | Алексей Ганков, Андрей Пучнин |
| Директор картины                      | Игорь Гелашвили |
| Продюсер                              | Ирина Капличная |
| Над пластилиновой заставкой работали: | Александр Татарский, Валентин Телегин, Лев Землинский, Степан Бирюков, Алексей Почивалов, Сергей Бунтман                                                                                  |
| Художественный совет проекта:         | Эдуард Назаров, Александр Татарский, Михаил Алдашин, Валентин Телегин, Георгий Заколодяжный                                                                                               |
| Руководитель проекта                  | Александр Татарский |
| Генеральный продюсер проекта          | Игорь Гелашвили |

## Награды
- 2008 — Премия «Золотой орёл» за лучший анимационный фильм — «Гора самоцветов». Лауреатами премии стала группа режиссёров студии «Пилот»: Инга Коржнева («Крошечка-Хаврошечка»), Сергей Меринов («Куйгорож»), Елена Чернова («Заяц-слуга»), Марина Карпова («Медвежьи истории»), Леон Эстрин («Чепоги»)[2].